# Noida
Noida (abreviatura de New Okhla Industrial Development Authority) és una ciutat situada al districte de Gautam Buddha Nagar de l'estat indi d'Uttar Pradesh. Noida és una ciutat satèl·lit de Delhi i forma part de la regió de la capital nacional. Segons els informes provisionals del cens de l'Índia, la població de Noida el 2011 era de 642.381 habitants. La ciutat està gestionada per la New Okhla Industrial Development Authority (NOIDA).
La ciutat es considerada com la més verda de l'Índia amb gairebé un 50% de cobertura verda, la més alta de qualsevol ciutat de l'Índia. També es classifica com la ciutat més neta en ciutats de categoria mitjana (ciutats amb una població de 300.000 a 1.000.000 habitants) i la quarta ciutat més neta entre les ciutats amb menys d'1.000.000 habitants. També va ser classificada com la Millor Ciutat d'Uttar Pradesh i la Millor Ciutat d'Habitatge a tota l'Índia als "Best City Awards" realitzats per ABP News el 2015.

## Infraestructura
Noida és una de les ciutats de població mitjana més netes pel que fa a la neteja entre les ciutats de l'Índia. Noida també és famosa pels seus edificis alts i ocupa el segon lloc a l'Índia després de Bombai en aquest paràmetre. Un gratacel de 300 metres d'altura anomenat "Supernova Spira" és la torre residencial més alta del nord de l'Índia després de la seva finalització el 2021.

## Transport

### Metro
Noida està connectada per ferrocarril amb el metro de Noida i el metro de Delhi.El metro de Noida és un sistema de metro que connecta les ciutats bessones de Noida i Greater Noida al districte de Gautam Buddh Nagar, Uttar Pradesh, Índia. La xarxa de metro consta d'una línia amb una longitud total de 29,7 quilòmetres i 21 estacions. Es preveu una segona línia. El metro de Delhi va arribar oficialment a Noida el 12 de novembre de 2009. Ara connecta Connaught Place i la subciutat de Dwarka, a través de la Línia Blava. La mateixa línia blava connecta Noida amb Vaishali a través de l'estació d'intercanvi de Yamuna Bank.

### Transport aeri
L'aeroport més proper a Noida és l'aeroport internacional Indira Gandhi de Delhi. El juny de 2017, el Govern de la Unió va anul·lar la construcció d'un aeroport internacional a Jewar, anomenat oficialment Noida International Greenfield Airport, per reduir el trànsit del de Nova Delhi.